# Залізний кінь
«Залізний кінь» (англ. The Iron Horse) — німий чорно-білий вестерн Джона Форда. Прем'єра відбулася 28 серпня 1924 року.

## Сюжет
Спрингфілд, Іллінойс. Землемір Брендон мріє про будівництво залізниці на захід, але підрядник Марш налаштований скептично. Брендон зі своїм сином Деві виїжджає на місцевість, де виявляє новий шлях, який охоплює 200 миль в потрібному напрямку. З'являється група шеєннів. Один з них, білий ренегат з двома пальцями на правій руці, вбиває і скальпує Брендона. Деві ховає батька.
Дія переноситься в 1862 р. Лінкольн затверджує будівництво нових залізничних шляхів. Основним підрядником виступає Марш, його дочка Міріам заручена з головним інженером Джессоном. Будівельні бригади китайців, італійців, ірландців постійно відбивають напади індіанців. Коли поїзд, що везе винагороду, потрапляє в індіанську засідку, італійці оголошують страйк. Міріам переконує їх повернутися на роботу.

## У ролях
- Джордж О'Браєн — Деві Брендон
- Медж Белламі — Міріам Марш
- Чарльз Едвард Булл — Авраам Лінкольн
- Сиріл Чедвік — Пітер Джессон
- Вілл Воллінг — Томас Марш
- Френсіс Паверс — сержант Слеттері
- Джозеф Фаррелл Макдональд — капрал Кейсі
- Джеймс Маркус — суддя Халлер

## Історичний контекст
У фільмі дана ідеалізована картина будівництва Першої трансконтинентальної залізниці. Кульмінаційна сцена — прибуття т. н. «Золотої милиці» на Промонторі-саміт 10 травня 1869 р. В інтертитрах повідомляється, що в зйомках залучені два локомотиви, що брали участь у цій історичній події; насправді локомотиви були розмонтовані ще до 1910 р.